# 蒂博尔·塞凯伊

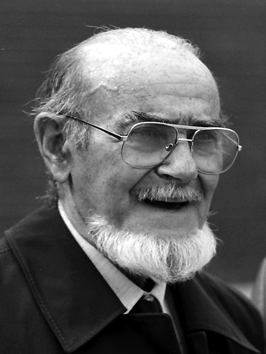
蒂博尔·塞凯伊

蒂博尔·塞凯伊（匈牙利語：Székely Tibor，1912年2月14日—1988年9月20日）是一位犹太人后裔，探险家，世界语者，作家以及律师。他出生于波普拉德索博塔的Spišská，该地区之前属于奥匈帝国，现在属于斯洛伐克，死于南斯拉夫的苏博蒂察。他的妻子名为Erzsébet Sekelj。
蒂博尔的探险横跨整个南美洲、亚洲和非洲。他可以讲德语、西班牙语、英语、法语和世界语。他是世界语学院的成员，也是世界语联盟的荣誉会员。他写有不少世界语的书籍（散文或小说）。

## 生平
蒂博尔·塞凯伊的父亲是一名兽医，家庭搬迁过很多次。在蒂博尔出生后数月，全家搬迁到切内伊，就是今日的罗马尼亚，1922年他们又搬迁到塞尔维亚伏伊伏丁那地区的基金达。当他在此处上完小学后，全家又搬迁到蒙特內哥羅的尼克希奇，在那里他完成了高中学业。在萨格勒布，他在大学里学习了法律。
之后，他在萨格勒布成为一名记者。1939年他在阿根廷参与报道南斯拉夫移民。之后的15年间他都在那里从事记者和探险。1944年他完成了攀登美洲大陆的最高点阿空加瓜山。这一经历激发了他创作他的第一部作品阿空加瓜山的风暴。1954年他回到了南斯拉夫，并居住在贝尔格莱德。1972年起他居住在伏伊伏丁那的苏博蒂察，也就是今日的塞尔维亚境内。他在那里经营了一家博物馆。他死于苏博蒂察，并安葬于那里。

## 作品
蒂博尔·塞凯伊的小说和旅行记录包含了有趣的人种发现。他也使用世界语书写指南和散文。他的作品大部分使用世界语写成，并被翻译为其他语言。蒂博尔·塞凯伊无疑是被翻译最多的世界语作家。

## 外部連結
- Tibor Sekelj （世界文）
- Works of and about Tibor Sekelj in Collections for Constructed Languages and Esperantomuzeum （页面存档备份，存于） (de), （英文）